# Hiraizumi Kiyoshi
Hiraizumi Kiyoshi (平泉 澄, 15 de fevereiro de 1895 – 18 de fevereiro de 1984) foi um historiador japonês e padre xinto que defendeu uma visão nacionalista da história do Japão, centrada na importância do imperador.

## Vida e trabalho
Hiraizumi nasceu a 15 de fevereiro de 1895 de um pai que era sacerdote no santuário Heisenji Hakusan em Katsuyama. Ele foi enviado para Tóquio para fazer o ensino médio e continuou a sua educação lá, graduando-se na Universidade Imperial de Tóquio em 1918.
Ele começou a trabalhar como professor na sua alma mater apenas alguns anos depois, em 1923, e três anos depois ocupou o cargo de professor associado na Faculdade de Letras; em 1935 foi promovido a professor titular. Ele também ajudou a fundar o Seminário de Educação de História, que supervisionava o conteúdo dos livros didácticos de história; Kiyoshi também contribuiu com materiais educacionais para a polícia e os militares. Promulgou uma abordagem da história conhecida como kōkoku goji shikan, uma visão altamente nacionalista centrada na importância do Japão Imperial. Essa visão obteve o endosso oficial do Ministério da Educação. Apesar de ser tecnicamente subordinado ao chefe do departamento, Kuroita Katsume, Hiraizumi foi considerado pelos alunos do corpo docente como responsável pelo departamento de história. Com o apoio do Ministério, Hiraizumi criou um novo curso conhecido como Nihon shisoshi koza ou História do Pensamento Japonês, que era altamente politizado, focando-se na crença de Hiraizumi na origem divina da linha imperial japonesa. Ele também presidiu a uma organização política estudantil chamada Shukokai, que disseminou pontos de vista nacionalistas consagrando a importância do imperador, e foi nomeado por Kanokogi Kazunobu como membro da Dai Ajia Kyokai (Associação da Grande Ásia), um grupo de políticos, diplomatas e outros que se dedicaram a espalhar o pensamento nacionalista japonês por toda a Ásia. Esta sociedade incluía Kōki Hirota, Konoe Fumimaro e Araki Sadao entre os seus membros, bem como muitas outras personagens notáveis.
Hiraizumi havia viajado pela Europa no início dos anos 1930. Ele inspirou-se no nacionalismo alemão de Gottlieb Fichte, mas foi fortemente crítico da Revolução Francesa, considerando o conceito de revolução civil um conceito inteiramente estranho aos japoneses.
Hiraizumi renunciou à universidade após a ocupação aliada e voltou para a sua prefeitura de Fukui, embora tenha continuado a dar palestras. Ele continuou a defender visões nacionalistas e argumentou a favor de uma versão da história baseada na mitologia (até mesmo os seus livros posteriores afirmam que o imperador Jimmu foi uma figura histórica real e tratou o Nihon Shoki e o Kojiki como fontes históricas). No entanto, sem a presença de Hiraizumi, as tendências ultranacionalistas do departamento de história da Universidade começaram a ser revertidas e as suas opiniões começaram a sair de moda, substituídas pela historiografia marxista. Eventualmente, Hiraizumi assumiu o papel do seu pai como sacerdote no Santuário Heisenji Hakusan, onde o espírito de Izanami está consagrado; na sua aposentadoria em 1981, o papel passou para o seu filho, Akira Hiraizumi.

## Obras principais
- Chusei ni okeru seishin seikatsu (Vida Espiritual no Japão Medieval), 1926[2]
- Chusei ni okeru shaji to shakai to no kankei (A relação entre santuários e templos na sociedade do Japão medieval)[2]
- Kokushigaku no kotsuzui (O Coração da História Nacional)[2]
- Kenmu chuko no hongi (Verdadeiro Significado da Restauração Kenmu), 1934[2]
- Shonen Nihon Shi (História Japonesa para Jovens), 1970[3]